# Gericht Johannesberg
Das Gericht Johannesberg war ein vom 14. Jahrhundert bis 1821 bestehender Verwaltungs- und Gerichtsbezirk der Abtei Hersfeld, der Landgrafschaft Hessen-Kassel und des Kurfürstentums Hessen mit Sitz in Hersfeld.

## Geschichte
Abt Arnold von Hersfeld gründete zwischen 1021 und 1024 auf dem gleichnamigen Berg die Benediktinerpropstei Johannesberg, die dem Johannes dem Täufer geweiht war. Die Propstei verfügte über einigen Besitz rund um Hersfeld. Schon um 1200 bildete die Propstei einen Hochgerichtsbezirk. 1217 bestätigte Abt Ludwig von Hersfeld diese unter Abt Johann I. verliehenen Rechte.
1648 wurde die Abtei Hersfeld aufgrund des Westfälischen Friedens aufgelöst und als Fürstentum Hersfeld Teil der Landgrafschaft Hessen-Kassel. Damit war das Gericht Johannesberg hessisch geworden. Es umfasste Johannesberg, Oberhaun, Unterhaun, Hilperhausen, Kohlhausen, Hof Roßbach, Papiermühle bei Oberhaun und die Wüstungen Kreuzberg, Laufe und Withof. In der zweiten Hälfte des 18. Jahrhunderts wurde das Gericht mit dem Amt Hauneck verschmolzen.
1806 wurde im Rahmen der Bildung des Rheinbundes die Landgrafschaft Hessen-Kassel aufgelöst und das Amtsgebiet fiel an das Königreich Westphalen. Dort entstand der Kanton Hersfeld. Nach dem Ende des Königreichs Westphalen wurde das Kurfürstentum Hessen wieder geschaffen und das Gericht Johannesberg entstand neu als Teil des Amtes Hauneck.
1821/22 wurde in Kurhessen die Trennung der Rechtsprechung von der Verwaltung eingeführt. Die Verwaltungsaufgaben gingen an den Kreis Hersfeld, die Rechtsprechung an das Landgericht Hersfeld. Das Amt selbst, wurde aufgelöst.